# Pholidota cyclopetala
Pholidota cyclopetala är en orkidéart som beskrevs av Friedrich Fritz Wilhelm Ludwig Kraenzlin. Pholidota cyclopetala ingår i släktet Pholidota och familjen orkidéer. Inga underarter finns listade i Catalogue of Life.